# Carmela Arias y Díaz de Rábago
Carmela Arias y Díaz de Rábago, (La Coruña, 20 de febrero de 1920-La Coruña, 27 de octubre de 2009) fue una financiera española.

## Biografía
Hija de Vicente Arias de la Maza y Carmela Díaz de Rábago y Aguiar, estudió en el Colegio del Sagrado Corazón de Barcelona. No pudo realizar estudios de Arquitectura en la misma ciudad debido a una enfermedad.
En diciembre de 1966, con 46 años, contrajo matrimonio con Pedro Barrié de la Maza y Pastor, un primo hermano de su padre. A la muerte de este en 1971 fue nombrada presidenta del Banco Pastor y de la Fundación Pedro Barrié de la Maza, de las que había sido vicepresidenta. Por razones de edad, en 2001 renunció a la presidencia del banco, del que siguió siendo consejera y presidenta de honor hasta su muerte.
Fue la primera mujer que ha ostentado la presidencia de un banco en España y ostentaba el título de condesa de Fenosa, entre otras distinciones.
Falleció el 27 de octubre de 2009 en La Coruña.

## Premios
- Medalla de Oro de la Universidad de Galicia, 1982
- Medalla de Honor de la Real Academia de las Artes de San Fernando, 1989
- Medalla Castelao, 1989
- Premio Galicia en Feminino
- Premio Juan Lladó (del Instituto de Empresas y la Fundación Ortega y Gasset), 1990
- Medalla de Honor de la Universidad Internacional Menéndez y Pelayo (UIMP), 1990
- Doctora honoris causa por la Universidad de la Coruña, 1991
- Premio Gallego del Año de 1991
- Socia de Honor de la Asociación de Vecinos "As Dunas" de Corrubedo y gran benefactora de la localidad, la cual visitó personalmente para recoger el Pergamino de Honra.